# アスマラ・ブルワリー
アスマラ・ブルワリー（英語: Asmara Brewery、イタリア語: Birra Asmara）はエリトリア・マアカル地方・アスマラ市の醸造所。

## 概要
アスマラ・ブルワリーは1939年、エリトリアで最初に設立された醸造所、ビラ・メロッティ（イタリア語: Birra Melotti）を前身とした会社で、ルイジ・メロッティ（Luigi Melotti）によって創立された。瓶詰めに使用するガラス工場も併せて作られた。会社はメンギスツ政権下で国有化され、エリトリア独立戦争の結果、1991年にエリトリア人民解放戦線の主導するエリトリア臨時政府、その後身の民主正義人民戦線が主導するエリトリア政府がこれを継承した。 現在会社の一部はエリトリア政府の所有だが、一部は投資家の所有となっている。年間40万本のビールを生産している。このうち40%が輸出されている。
現在は主にビールを生産しているが、ジン・ジビッボや他のリキュールを生産していたこともあった。

## 銘柄
- アスマラ・ラガー・ビール - ラガービール。
- アスマラ・エクストラ・スタウト - スタウト。
- アスマラ・ノンアルコホリック・モルト・ビバレッジ - ノンアルコールビール。

## スポーツ
アスマラ・ブルワリーは同名のサッカークラブ、『アスマラ・ブルワリー』を運営している。同チームはアスマラ市内のキケロ・スタジアム(en:Cicero Stadium)を本拠地にしており、2008年のエリトリア・プレミア・リーグで優勝した。また、1998年のCAFカップに出場している。